# خلية سرطانية (مجلة علمية)
مجلة خلية سرطانية هي مجلة دورية علمية مُحكمة، تنشر أبحاثًا تسهم بشكل كبير في فهم السرطان وعلم الأورام. تركز المجلة على الدراسات التي تقدم إجابات جوهرية حول طبيعة الأورام، وتشمل مجالاتها علم الأحياء الأساسي للسرطان، والتطوير العلاجي، والبحث الترجمي، ونماذج الأورام، والجينوم المتعدد وعلم الأحياء الحاسوبي.
تولي المجلة اهتمامًا خاصًا بنشر التحقيقات السريرية، لا سيما تلك التي تسهم في تطوير استراتيجيات جديدة لعلاج السرطان أو تشخيصه أو الوقاية منه، أو تقدم رؤى تتجاوز ما كشفت عنه الدراسات ما قبل السريرية، إضافةً إلى الأبحاث السريرية القائمة على آليات إثبات المبدأ.

## نبذة
تُعد مجلة خلية سرطانية من أبرز المجلات العالمية المتخصصة في أبحاث السرطان والأورام. ووفقًا لتقارير الاستشهاد بالمجلات، فإن معامل تأثير المجلة لعام 2022 يبلغ 50.3. هي جزء من محفظة سيل برس المملوكة لشركة إلسيفير. تُنشر أعداد المجلة شهريًا في نسخ مطبوعة وإلكترونية، ويصبح المحتوى متاحًا مجانًا بالكامل بعد عام واحد من النشر. وفي يناير 2021، أصبحت خلية السرطان مجلة تحويلية كجزء من جهود إلسيفير لتعزيز محتوى الوصول المفتوح.
تنشُر المجلة مقالات بحثية ومراجعات ووجهات نظر، بالإضافة إلى مقالات رأي مثل الرسائل والتعليقات والمعاينات والأضواء والأصوات. تنشر المجلة غالبًا إصدارًا سنويًا خاصًا يحتوي على مجموعة من المقالات المراجعة حول موضوع مشترك. في موقع خلايا السرطان، يمكن تصفح المقالات حسب العدد، أو المجموعة، أو الوصول المبكر عبر الإنترنت أو "أفضل ما في المجلة السنوي.

## التاريخ
أُطلقت مجلة خلية السرطان عام 2002، حيث صدر عددها الافتتاحي في 1 فبراير 2002. وفي افتتاحية هذا العدد، قدمت رئيسة التحرير ماريانا ريسنيكوف المجلة باعتبارها "منصة متميزة لأبحاث السرطان"، مستوحاة من نجاح مجلة سيل برس الرائدة.
سعت المجلة منذ تأسيسها إلى نشر أحدث النتائج في مجال أبحاث السرطان، مع تقديم دعم متميز للمؤلفين من خلال فريق من المحررين العلميين المتفانين، الذين يلتزمون بأعلى معايير التميز التحريري.
في عام 2003، تولى لي كو سو رئاسة التحرير، وساهم في تعزيز نمو المجلة وترسيخ مكانتها كواحدة من أبرز الدوريات العلمية المتخصصة في أبحاث السرطان، قبل أن يتقاعد عام 2019. وفي عام 2020، تولى ستيف ماو منصب رئيس التحرير، بعد أن شغل سابقًا منصب المحرر الأول في مجلتي الخلية والعلوم.

#### التغيير من أجل مستقبل أفضل
في العدد الخاص لشهر أبريل 2020 من مجلة خلايا السرطان، نشر ستيف ماو افتتاحية بعنوان "التغيير من أجل مستقبل أفضل"، موضحًا فيها وجهات نظره للمجلة. أكدت هذه الافتتاحية التزام المجلة بالتميز العلمي وقدمت تغييرات رئيسية. في حين تعتبر مجلة خلايا السرطان تقليديًا مجلة مهتمة بالدراسات الميكانيكية القوية، فإن الافتتاحية تسلط الضوء على اهتمامها بالدراسات الانتقالية والسريرية، بالإضافة إلى أوراق الاكتشاف السليمة علميًا والجريئة مفاهيميًا. تمشيا مع استراتيجية إعادة صياغة العلامة التجارية لـ Cell Press التي تم إطلاقها في عام 2020، تعهد ستيف ماو بمواصلة نشر "العلم الملهم". وتشير الافتتاحية أيضًا إلى التزام المحررين بزيادة التواصل مع مجتمعهم العلمي ومؤلفيهم، فضلاً عن العمل مع المؤلفين لتحسين عملية مراجعة المخطوطات قيد النظر.

#### جهود التنوع والشمول
في عام 2020، أجرت مجلة خلية السرطان عدة تغييرات لتعزيز التنوع وإشراك الأقليات غير الممثلة في أبحاث السرطان وعلم الأورام. وفي يونيو 2020، أعلنت عن تشكيل مجلسها الاستشاري (المعروف سابقًا بالمجلس التحريري) بتوسيع تمثيل العالمات إلى أكثر من 40٪، والأطباء إلى حوالي 50٪، إلى جانب تعزيز التنوع الجغرافي والإثني.
في الشهر نفسه، نشر فريق تحرير مجلة الخلية (Cell) مقالًا افتتاحيًا بعنوان "العلم يعاني من مشكلة عنصرية"، سلط الضوء على ضعف تمثيل العلماء السود في مجالات العلوم والتكنولوجيا والهندسة والرياضيات، وذلك في أعقاب جرائم قتل جورج فلويد، وبريونا تايلور، وأحمد أربيري. وقد تزامنت هذه الأحداث مع سياسات مكافحة الهجرة التي تبنتها إدارة ترامب في الولايات المتحدة، مما أدى إلى صيف من المحاسبة الاجتماعية داخل المجتمع العلمي.
انضمت مجلة خلية السرطان إلى الجهود الداعية إلى التغيير في مجتمعات أبحاث السرطان وعلم الأورام، حيث خصصت عددها الصادر في سبتمبر 2020 لمناقشة أهمية التنوع والهجرة في أبحاث السرطان داخل الولايات المتحدة. كما نشرت سلسلة من المقالات الرأي كتبها علماء وأطباء سريريون يمثلون شرائح متنوعة من الأقليات، بما في ذلك المهاجرون، والسود، واللاتينيون، والمثليون، إلى جانب حلفائهم. نشرت المجلة أيضًا العديد من المقالات التي تتناول التفاوتات الصحية العرقية وتهدف إلى زيادة تمثيل السكان غير القوقازيين في أبحاث السرطان وعلم الأورام.
كجزء من سيل برس، دعمت خلية السرطان حملة السود في مجال السرطان وحملة أسبوع السود في السرطان على منصة تويتر. كما شاركت المجلة في إنشاء جائزة العلماء السود الصاعدين، وهي جائزة نقدية تُمنح لطالب جامعي واحد وطالب دراسات عليا أو متدرب ما بعد الدكتوراه، وذلك بهدف كسر الحواجز وخلق الفرص من خلال توفير التمويل لدعم التطوير المهني.
في يناير 2021، أصدرت سيل برس بيانًا حول الإدماج والتنوع، يتيح للمؤلفين خيار الإفصاح عن جهودهم في تعزيز التنوع الجيني في موضوعات دراساتهم، وزيادة مشاركة الأقليات، وتحقيق التوازن في تمثيل الجنسين، إلى جانب جوانب أخرى تهدف إلى تعزيز التنوع والشمولية في البحث العلمي.